# Rackarberget, Jakobstad
Rackarberget är en ö i Finland. Den ligger i Bottenviken och i kommunerna Jakobstad och Larsmo i landskapet Österbotten, i den nordvästra delen av landet. Ön ligger omkring 85 kilometer nordöst om Vasa och omkring 410 kilometer norr om Helsingfors.
Öns area är 4,2 hektar och dess största längd är 300 meter i nord-sydlig riktning. I omgivningarna runt Rackarberget växer i huvudsak barrskog.